# Jeron Khalsa
Jeron Khalsa là một thị xã và là một nagar panchayat của quận Tikamgarh thuộc bang Madhya Pradesh, Ấn Độ.

## Nhân khẩu
Theo điều tra dân số năm 2001 của Ấn Độ, Jeron Khalsa có dân số 8297 người. Phái nam chiếm 53% tổng số dân và phái nữ chiếm 47%. Jeron Khalsa có tỷ lệ 42% biết đọc biết viết, thấp hơn tỷ lệ trung bình toàn quốc là 59,5%: tỷ lệ cho phái nam là 54%, và tỷ lệ cho phái nữ là 29%. Tại Jeron Khalsa, 18% dân số nhỏ hơn 6 tuổi.